# Bulbostylis laniceps
Bulbostylis laniceps là một loài thực vật có hoa trong họ Cói. Loài này được C.B.Clarke ex T.Durand & Schinz mô tả khoa học đầu tiên năm 1896.